# 滅紫
滅紫（けしむらさき/めっし）は、くすんだ紫の一種。
『延喜式』にも登場する格の高い色である。

## 概要
『延喜式』によれば、参議以上の位の人に許された外出着の色であった。
中滅紫は「綾一疋　紫草八斤　酢八合　灰八斗　薪九十斤」、深滅紫は「綾一疋　紫草八斤　酢一升　灰一石　薪百廾斤」で染めると規定されている。ちなみに深紫は「綾一疋　紫草卅斤　酢一升　灰一石　薪三百六十斤」。
滅紫は高温で染めることによって、わざと色をくすませたものである。